# Тимски рад
Тимски рад је савремени приступ разумевању различитих проблема личности ангажовањем стручњака различитих профила. Прво се јавља у медицини и психијатрији да би, услед појачаног интересовања за социјалне аспекте живота појединаца и група, био прихваћен и у социјалном раду. У савременој организацији социјалног рада, тимски рад најчешће подразумева заједнички рад социјалних радника, педагога и психолога у свим сложенијим ситуацијама. Форме могу бити монодисциплинарни, мултидисциплинарни и комбиновани тим.